# Sarah Benett
Pour les articles homonymes, voir Benett.
Sarah Barbara Benett, née en 1850 à Londres et morte le 8 février 1924, est une suffragette, membre de la Women's Social and Political Union et trésorière de la Women's Freedom League. Elle fait partie des « Brown Women » qui ont marché d'Édimbourg à Londres en 1912. Elle fait une grève de la faim pendant son séjour en prison et reçoit la Hunger Strike Medal et la broche Holloway décernées par le WSPU. 

## Biographie
Sarah Benett naît dans le quartier de St Pancras à Londres en 1850, l'une des neuf enfants de l'avocat William Morgan Benett et de Barbara Sarah Waring. Elle  passe sa jeunesse dans le Hampshire. Après la mort de sa mère en 1894, Benett s'installe à Burslem dans le Staffordshire où elle fonde une société coopérative et dirige un magasin à Hanley. Elle s'investit pour améliorer les conditions sanitaires des artisans potiers, en demandant l'arrêt de l'utilisation du plomb dans les glacis de poterie

## Activités suffragistes
Elle assiste à une réunion publique où la suffragiste Flora Drummond est oratrice, en 1907, et rejoint la Women's Social and Political Union et la Women's Freedom League. Cette même année, elle est arrêtée lors de sa participation à une délégation de la WSPU à la Chambre des communes. Elle refuse de payer l'amende et est condamnée à 14 jours de prison. Bennet participe à la fondation de la Women's Tax Resistance League et elle est déléguée de la Women's Freedom League à la conférence d'Amsterdam de l'Alliance internationale des femmes en 1908. 
Benett rejoint la New Constitutional Society for Women's Suffrage (NCSWS) et est trésorière de la Women's Freedom League de 1909 à 1910. Après cette date, elle consacre ses activités militantes à la WSPU. Elle est l'une des 120 femmes arrêtées lors d'une manifestation devant la Chambre des communes durant le « vendredi noir » de 1910. Benett participe aux campagnes de bris de vitres de la WSPU de 1911 et 1912 et est condamnée à trois mois de prison en 1912. Elle est détenue à la prison de Holloway et entame une grève de la faim. Elle est relâchée avant le terme de sa peine. Elle reçoit la Hunger Strike Medal et la broche Holloway décernées par la WSPU. Durant son séjour en prison, elle a demandé que les prisonnières disposent de cordes à sauter et de ballons pour rester en forme. Elle a comme camarade de détention Kate Williams Evans  et sa signature apparaît dans un cahier d'autographes recueillis par cette dernière à Holloway, qui contient également les signatures des suffragettes Emily Davison et Emmeline Pankhurst. Benett se lie également avec Emily Davison et elle organise en 1916, le pèlerinage auprès de la tombe de cette dernière dans le cimetière de l'église St. Mary à Morpeth.

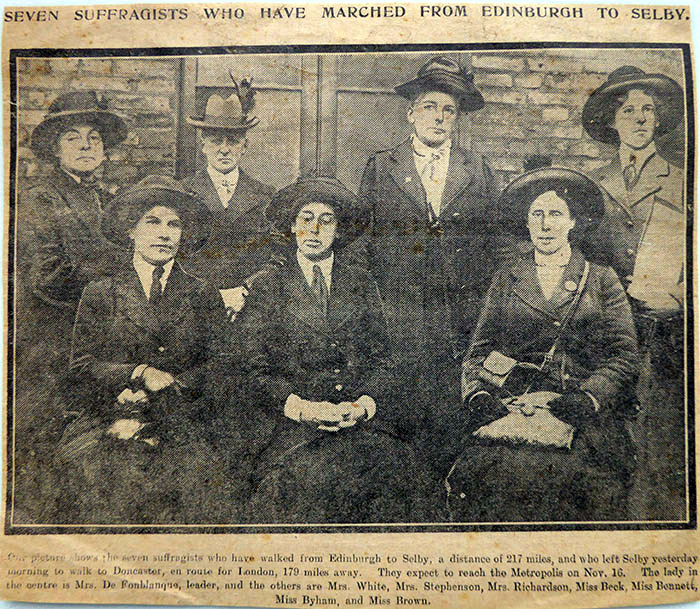
Les sept suffragistes qui ont atteint Selby. Sarah Benett est la deuxième à droite, debout.

Bennett participe à la marche organisée par Florence Gertrude de Fonblanque d'Édimbourg à Londres pour attirer l'attention sur le droit de vote des femmes. Six femmes, dont Fonblanque, Agnes Brown et Benett partent le 21 octobre 1912. Durant cette marche d'environ 350 km, elles font signer une pétition. Elles suivent l'itinéraire de l'actuelle autoroute A1. Leur nombre augmente et, en novembre, elles sont 12 marcheuses, lorsqu'elles atteignent Grantham. Elles arrivent à Londres le 16 novembre 1912 puis prennent le métro pour rejoindre Trafalgar Square. Benett rappelle plus tard qu'elle a « usé ses chaussures pour obtenir des signatures pour la pétition ». 
Pour sa participation à la destruction de vitres du grand magasin londonien Selfridges en 1913, Benett est condamnée à six mois de prison. Elle reste active dans la Women's Tax Resistance League. 
Sarah Benett vit à Finchley dans le nord de Londres. Elle meurt célibataire en février 1924 et Elizabeth Wilks est son exécutrice testamentaire. 
Une biographie intitulée Rebel With a Cause: The Life and Times of Sarah Benett, 1850-1924, Social Reformer and Suffragette est publiée par Iain Gordon en 2018.